# Frida Isberg
Œuvres principales
La Marque, Kláði
Frida Isberg (Fríða Jóhanna Ísberg) est une écrivaine et poétesse islandaise vivant à Reykjavík.

## Biographie
Née le 19 décembre 1992 à Reykjavik en Islande, Fríða Isberg a étudié la philosophie et l'écriture littéraire à l'Université d'Islande.
Elle écrit des nouvelles et de la poésie.
Elle est membre du collectif d'auteures et poètes Svikaskáld (Imposter Poets),.
Elle est également critique littéraire publiée dans Times Literary Supplement.
Le recueil de nouvelles Kláði, est nommé pour le Prix de littérature du Conseil nordique en 2020.
La marque, une dystopie terriblement actuelle, publié en 2023 aux éditions Robert Laffont est son premier roman,. Il reçoit de nombreux prix littéraires et est traduit dans plus d'une dizaine de langues.

## Prix et récompenses
- Kláði : Prix de littérature du Conseil nordique, 2020.
- The Mark (La marque)[8]
  - Icelandic Booksellers‘ Award for Fiction 2021
  - Icelandic Women‘s Prize for Fiction 2021
  - Optimist Award 2021
  - Per Olov Enquist Prize 2022